# Adsense
Adsense, formellt AdSense, är ett annonssystem från Google. Förutom att systemet används på Googles egna sökresultatssidor kan privatpersoner och företag lägga in Adsense-annonser på sina egna webbplatser med hjälp av små Javascript och därmed få del av annonsintäkterna för presenterade annonser.  Från nyckelord och kakor i användarens webbläsare placeras passande annonser ut till rätt webbplats. Innehållet är alltså helt anpassat efter personen som ser annonsen.